# Berlin-Hakenfelde
Hakenfelde ist ein Berliner Ortsteil des Bezirks Spandau im Nordwesten der Stadt.

## Geographie
Hakenfelde liegt im Naturraum der Zehdenick-Spandauer Havelniederung. Es grenzt im Süden und Südwesten (Radelandstraße – Hohenzollernring – Neuendorfer Straße bis zum Quartier Schultheiss) an die Ortsteile Falkenhagener Feld und Spandau. Im Osten (einschließlich Eiswerder und Kleiner Wall) wird er durch die Havel von den Ortsteilen Haselhorst und Konradshöhe und dessen Ortslage Tegelort sowie dem Ortsteil Tegel begrenzt. Im Norden und Westen bildet Hakenfelde die Berliner Stadtgrenze zum Land Brandenburg und berührt die Stadt Hennigsdorf (Landkreis Oberhavel) sowie die Gemeinde Schönwalde-Glien und die Stadt Falkensee (Landkreis Havelland). Hakenfelde ist flächenmäßig der größte Ortsteil des Bezirks Spandau.

## Geschichte
Der Name Hakenfelde ist abgeleitet von einer 1730 am Stadtrand von Spandau erbauten Meierei, die nach ihrem Erbauer und Besitzer, dem Kaufmann Johann Ludwig Haake (auch: Haacke), benannt wurde. Anstelle der Meierei stand hier später das Schlösschen der ab 1853 zu Gastspielen in Berlin weilenden Tänzerin Pepita de Oliva. Die Künstlerin gab dem Pepitamuster ihren Namen. In der Nähe von ihrem früheren Wohnort an der Mertensstraße und Goltzstraße trägt ein größerer Mietwohnungsbaukomplex mit 1024 Wohneinheiten den Namen Pepitahöfe. Die Stichstraße in dem Neubaugebiet trägt seit dem 1. Mai 2018 den Namen Pepitapromenade. Bis in die ersten Jahrzehnte des 20. Jahrhunderts war die Schreibweise des Ortsteils Hackenfelde.
Um die Wende zum 20. Jahrhundert stand etwas entfernt das beliebte Vergnügungslokal Karlslust. Am 8. Februar 1947 kam es dort zu einer der größten Berliner Brandkatastrophen, dem Karlslust-Tanzhallenbrand. 80 junge Menschen starben und über 150 wurden schwer verletzt, als das Lokal während einer Karneval-Kostüm-Tanzveranstaltung gegen 22:45 Uhr zu brennen begann. Wegen der großen Kälte wollten die über 1000 Besucher ihre Mäntel von der Garderobe holen, was zu einer Massenpanik führte. Die meisten Toten waren Mitglieder des Spandauer Sportvereins.
Hakenfelde war ab etwa 1880 auch der Name einer Straße, die den Spandauer Forst von den davor liegenden Feldern trennte. Diese Straße heißt seit 1953 Hakenfelder Straße.
Ab 1934 kam es in der evangelischen Luthergemeinde, zu der Hakenfelde damals gehörte, zu heftigen Richtungskämpfen zwischen Christen der Bekennenden Kirche und Deutschen Christen. Im April 1933 war auf Beschluss des Gemeindekirchenrates vor der Wichernkapelle aus Anlass des Führergeburtstags eine Hitler-Eiche geweiht worden, die in den Folgejahren regelmäßig zum Ort für nationalsozialistische Propaganda-Veranstaltungen wurde, auch im Zusammenhang mit Gottesdiensten. Der Pfarrer der Deutschen Christen, Johannes Rehse, hielt Deutsche Konfirmationsfeiern und Jahresabschlussgottesdienste mit nationalsozialistischem Gepräge, die mit der Agende von evangelischen Gottesdiensten wenig Übereinstimmungen hatten. Eine starke Gruppe von etwa 150 Gemeindegliedern stand hinter dem Bekenntnispfarrer Hermann Bunke. Zum 1. Januar 1937 erhob die Kirchenbehörde den Wichernbezirk zu einer selbstständigen Kirchengemeinde und ernannte Hermann Bunke zum alleinigen Gemeindepfarrer. Johannes Rehse versuchte weiterhin, durch Eingaben und Unterlaufen von Beschlüssen Feiern in der Wichernkirche durchzusetzen, was ihm mehrmals gelang. Nach dem Ende der NS-Zeit verließ Rehse Berlin. Hermann Bunke, der während der Inhaftierung von Superintendent Martin Albertz ab 1942 zusammen mit dem Kirchenältesten Friedrich die Spandauer Kreissynode der Bekennenden Kirche leitete, blieb bis zu seiner Pensionierung 1956 Pfarrer der Wicherngemeinde.

## Bevölkerung
| Jahr | Einwohner |
| ---- | --------- |
| 2007 | 26.228    |
| 2010 | 26.657    |
| 2015 | 28.121    |
| 2020 | 31.327    |

| Jahr | Einwohner |
| ---- | --------- |
| 2021 | 31.600    |
| 2022 | 33.111    |
| 2023 | 34.319    |
| 2024 | 34.927    |

Quelle: Statistischer Bericht A I 5. Einwohnerregisterstatistik Berlin. Bestand – Grunddaten. 31. Dezember. Amt für Statistik Berlin-Brandenburg (jeweilige Jahre)

## Sehenswürdigkeiten
Nahezu zwei Drittel des Ortsteils Hakenfelde macht der Spandauer Forst aus, ein vielbesuchtes Naherholungsgebiet mit Wildgehege, Spazier- und Radwegen wie dem Berliner Mauerweg, dem Radweg Berlin–Kopenhagen und dem Havelradweg. Mit seinen beiden Forstrevieren Hakenfelde und Radeland reicht er vom Westufer der Havel bis zum Stadtrand im Norden und Westen. Im Spandauer Forst liegen die Naturschutzgebiete Teufelsbruch, Großer und Kleiner Rohrpfuhl, die Kuhlake mit den Versickerungsteichen. Von 120 der in Berlin vorkommenden Vogelarten leben hier rund 90.
Im nordwestlichsten Zipfel von Hakenfelde liegt Eiskeller. Es ist eine besondere Kälteregion, die Überlieferungen zufolge in früherer Zeit als Lagerungsort von Eis aus dem nahe gelegenen Falkenhagener See (heute im Stadtgebiet von Falkensee) gedient haben soll. Derzeit werden dort in einer Wettermessstation meteorologische Daten erhoben. Während der Teilung Deutschlands war Eiskeller eine West-Berliner Enklave in der DDR.

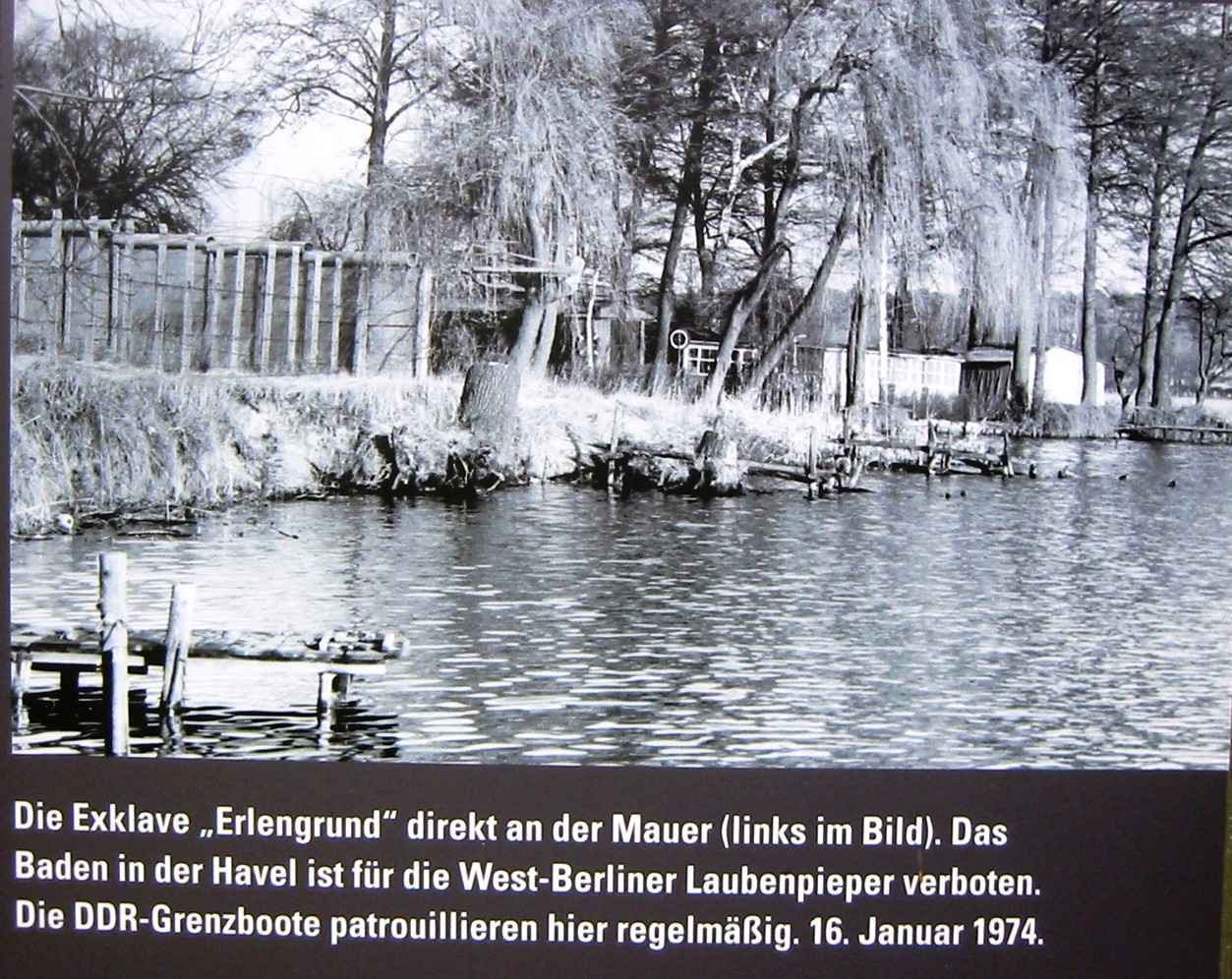
Exklave Erlengrund, 1974

Eine ähnliche Besonderheit stellten von 1961 bis 1988 die im Nordosten von Hakenfelde direkt an der Havel gelegenen ehemaligen Exklaven Fichtewiese und Erlengrund dar. Diese wurden zu DDR-Zeiten von West-Berliner Bürgern als Gartenkolonie genutzt. Die Exklave Erlengrund ließ sich nur per Boot aus dem gegenüberliegenden Berliner Ortsteil Konradshöhe erreichen, die Exklave Fichtewiese bis zu einem Gebietsaustausch am 1. Juli 1988 nur durch ein Tor im Grenzzaun.

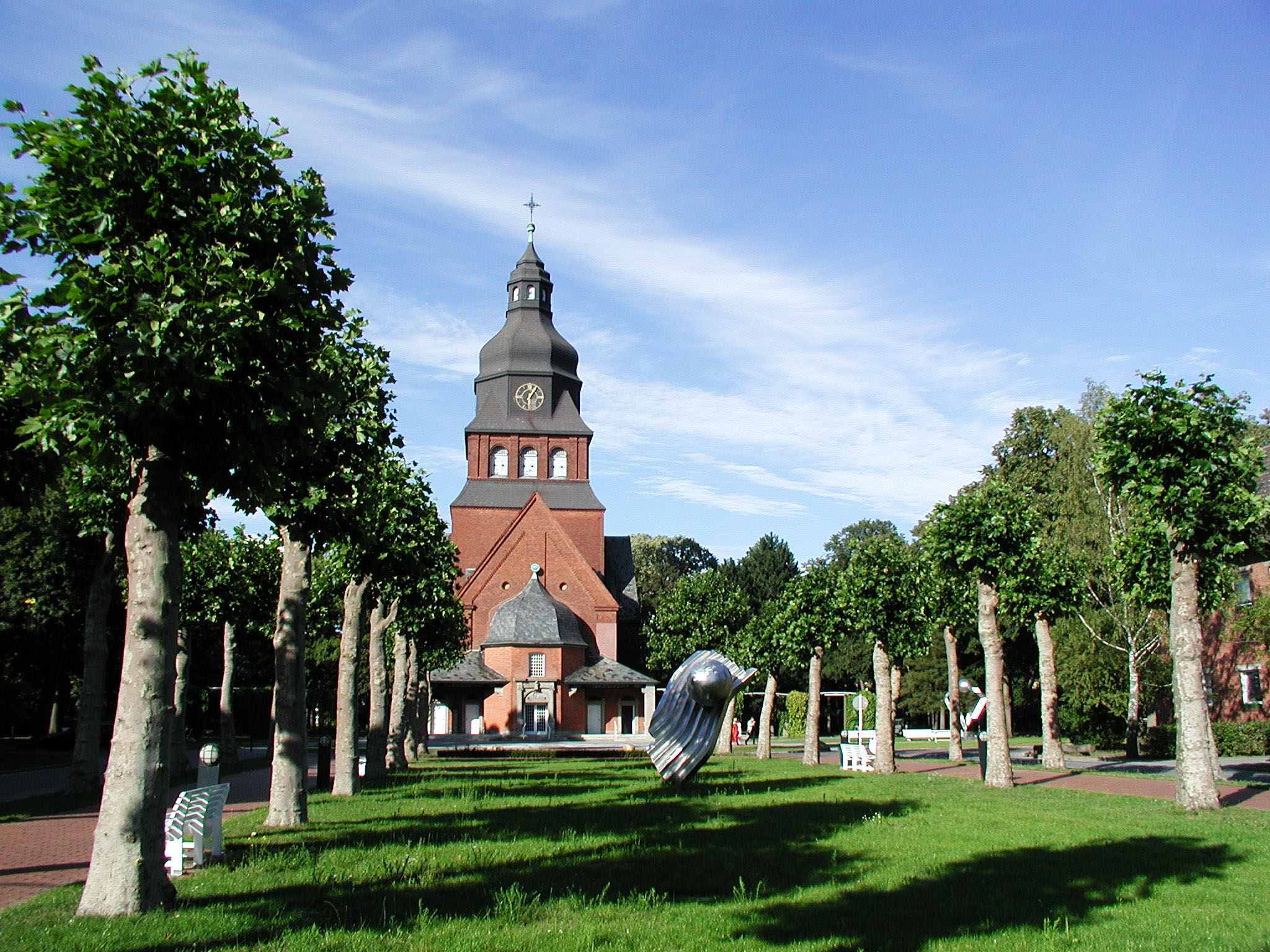
Stiftskirche des Evangelischen Johannesstifts

In den Jahren 1907–1910 wurde am Rande des Spandauer Forstes das Evangelische Johannesstift errichtet. Bereits 1858 war es von Johann Hinrich Wichern gegründet und am Tegeler Forst in Plötzensee gebaut worden. Dort musste es jedoch dem Ausbau des Westhafens weichen und wurde mit Stiftskirche, Behinderteneinrichtungen, Seniorenheimen, einem Krankenhaus und zwei Schulen hierher verlegt. Die „Havelländische Eisenbahn“ richtete an der heute stillgelegten Bötzowbahn nach Hennigsdorf einen „Bahnhof Johannesstift“ ein; der Name „Bahnhof Hakenfelde“ ließ sich hierfür nicht durchsetzen.
Östlich des Geländes des Johannesstiftes ist zwischen 1914 und etwa 1940 die Waldsiedlung Hakenfelde entstanden. Ihr ältester Kern steht seit 1986 unter Denkmalschutz.
Zwischen der Waldsiedlung und der Niederneuendorfer Allee liegt die Justizvollzugsanstalt Hakenfelde. 1978 als Nebenanstalt der JVA Düppel gegründet, ist sie seit 1991 eine selbstständige Anstalt. Nach einer Umbauphase konnte 1998 in neuen Gebäuden der Vollzugsdienst fortgesetzt werden mit 248 Einzelhaftplätzen (zuzüglich 170 Plätze in der Nebenanstalt Kisselnallee) – als moderne „Selbststelleranstalt des offenen Vollzugs“. Bekannte Häftlinge waren die ehemaligen DDR-Politiker Egon Krenz, Günter Schabowski und Heinz Keßler sowie der Schauspieler Karsten Speck, der Profi-Boxer Graciano Rocchigiani und der Skandalschiedsrichter Robert Hoyzer. Auf der gegenüberliegenden Seite der Niederneuendorfer Allee liegt der 1912 erbaute Schützenhof. Es ersetzte das vorherige Schützenhaus von 1703, das an der Neuendorfer Straße lag und an das die dortige Schützenstraße noch erinnert. Das Haus gehört der Schützengilde zu Spandau Korp. 1334, die zu den ältesten Schützenvereinen Deutschlands zählt (bei 12.400 Gilden steht sie vom Alter her an 14. Stelle).

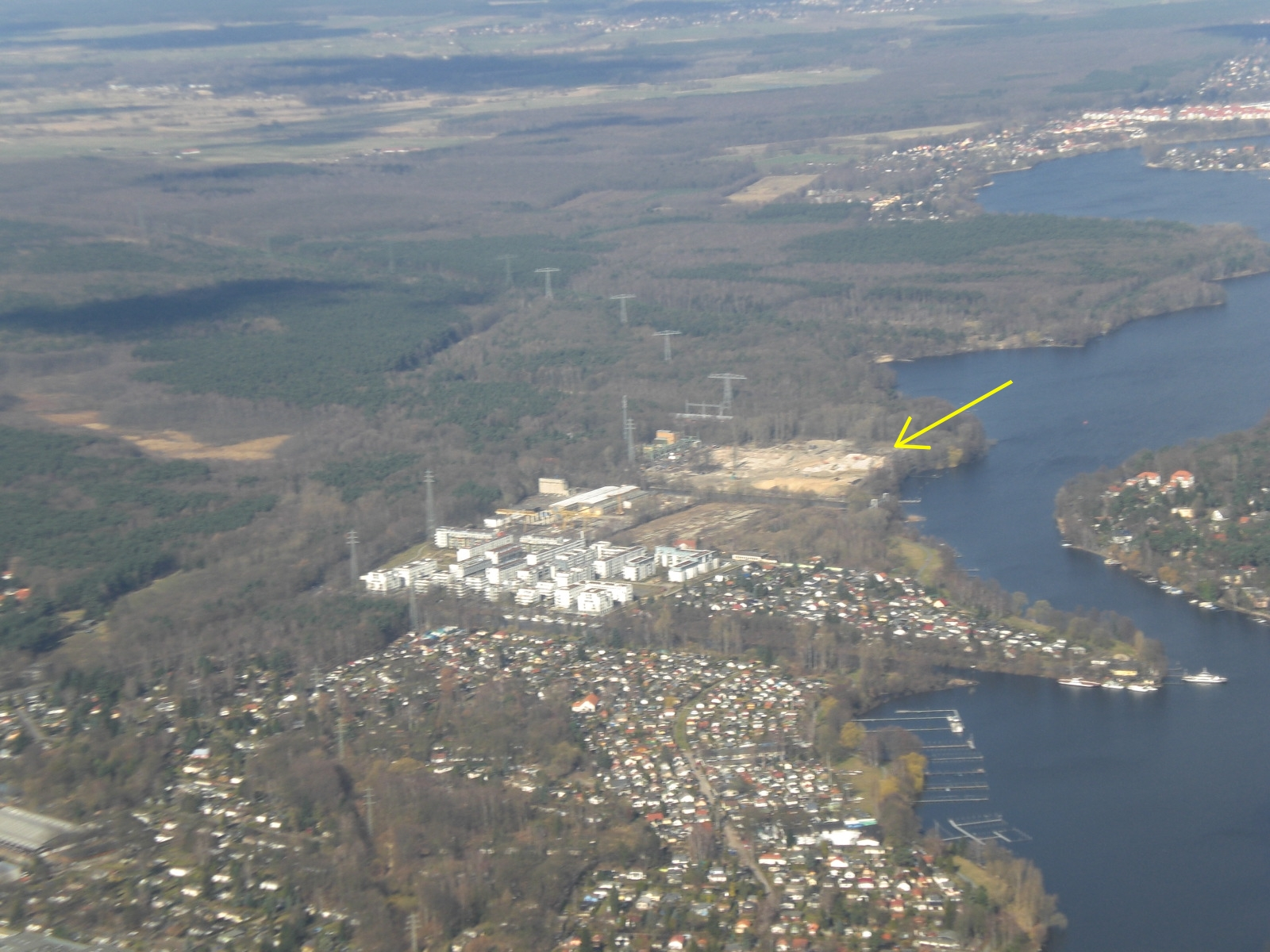
Abrissstelle des einstigen Kraftwerks Oberhavel

Einige hundert Meter nördlich des Schützenhofes lag früher das Kraftwerk Oberhavel. 1914 ging das städtische Kreiskraftwerk ans Stromnetz. Oft gab es Beschwerden von Anwohnern aus Hakenfelde, aber auch aus Heiligensee und Tegelort wegen Lärmbelästigung durch die Kohleförderung aus dem Kran und lästigen Geräuschen der Kühlluft-Generatoren. Es konnte Abhilfe geschaffen werden. 1959 wurde das Kraftwerk erheblich ausgebaut. Sein Schornstein erreichte eine Höhe von 120 m. 1976 wurde die Errichtung eines neuen Kraftwerkes inmitten des Spandauer Stadtforstes (Standort: Oberjägerweg) angekündigt. Es gab erhebliche Proteste seitens der Bürger, die auch gerichtliche Klagen gegen das Projekt nicht scheuten und schließlich den Bau verhinderten. Stattdessen kam es zum Bau des Kraftwerkes Reuter West im Spandauer Industriegebiet an der Spree. Nach dem Mauerfall im Jahr 1989 verlor das Kohlekraftwerk an Bedeutung. Seit Februar 2002 ist der Betrieb völlig eingestellt worden. 2005 begann der Abriss und war 2009 abgeschlossen. Das Grundstück wurde vom Betreiber Vattenfall an einen Investor veräußert.
Ende des 20. Jahrhunderts entstanden am Westufer der Havel mehrere Quartiere, die zusammen mit Gebieten im Ortsteil Haselhorst am Ostufer die Wasserstadt Oberhavel mit 12.000 neuen Wohnungen bilden sollten. Anlässlich der 800-Jahr-Feier Spandaus im Jahr 1997 wurde der Teil der Havel zwischen Zitadelle und Tegeler See Spandauer See genannt. Die „Taufe“ erfolgte vom Deck des Fahrgastschiffes Deutschland, die am Wröhmännerpark vor Anker lag. Der imposante Bau der Spandauer-See-Brücke ist lebendiger Beweis dieses Ereignisses. Im Quartier Havelspitze der Wasserstadt unweit der zweiten Havelüberquerung mit dem Namen „Wasserstadtbrücke“ aus dem Jahr 2000 liegt nun auch– an der Hugo-Cassirer-Straße – das Bürgeramt Wasserstadt. Zudem wurde der angrenzende Nordhafen Spandau rückgebaut. Am Südufer entstanden Reihenhäuser und komfortable Stadtvillen, am Nordufer als Teil des Maselakeparks eine gestufte Uferpromenade.

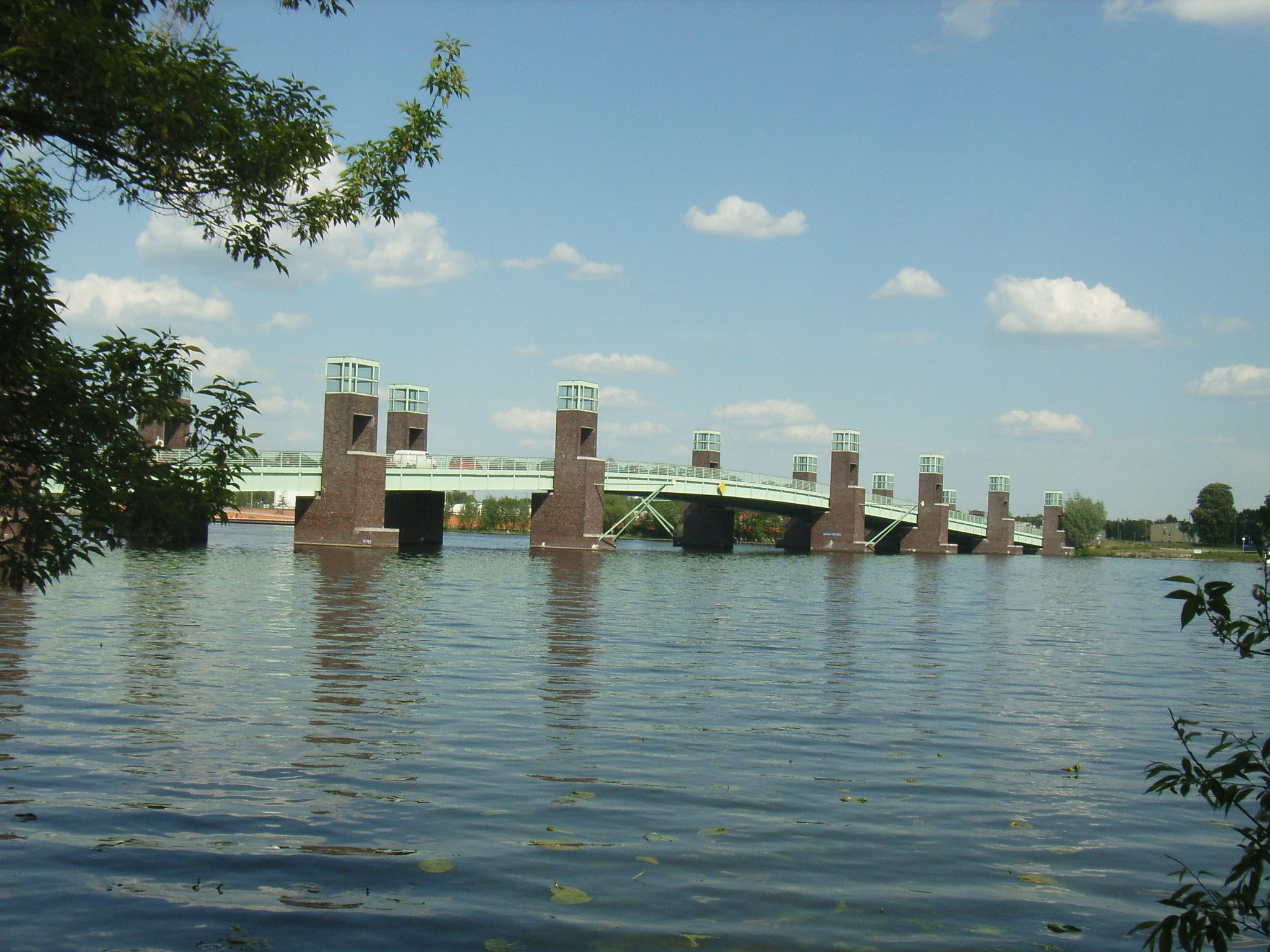
Spandauer-See-Brücke über die Havel zwischen Hakenfelde und Haselhorst

Am Nordufer des Aalemannkanals wurde zwischen 1994 und 1997 das moderne Wohnquartier Aalemannufer mit 536 Wohnungen erbaut. Im Gegensatz zur Wasserstadt, die nach Ansicht von Stadtplanern zu hoch und zu dicht bebaut sei, wurde das Quartier Aalemannufer gezielt individueller und kleinmaßstäblicher konzipiert.

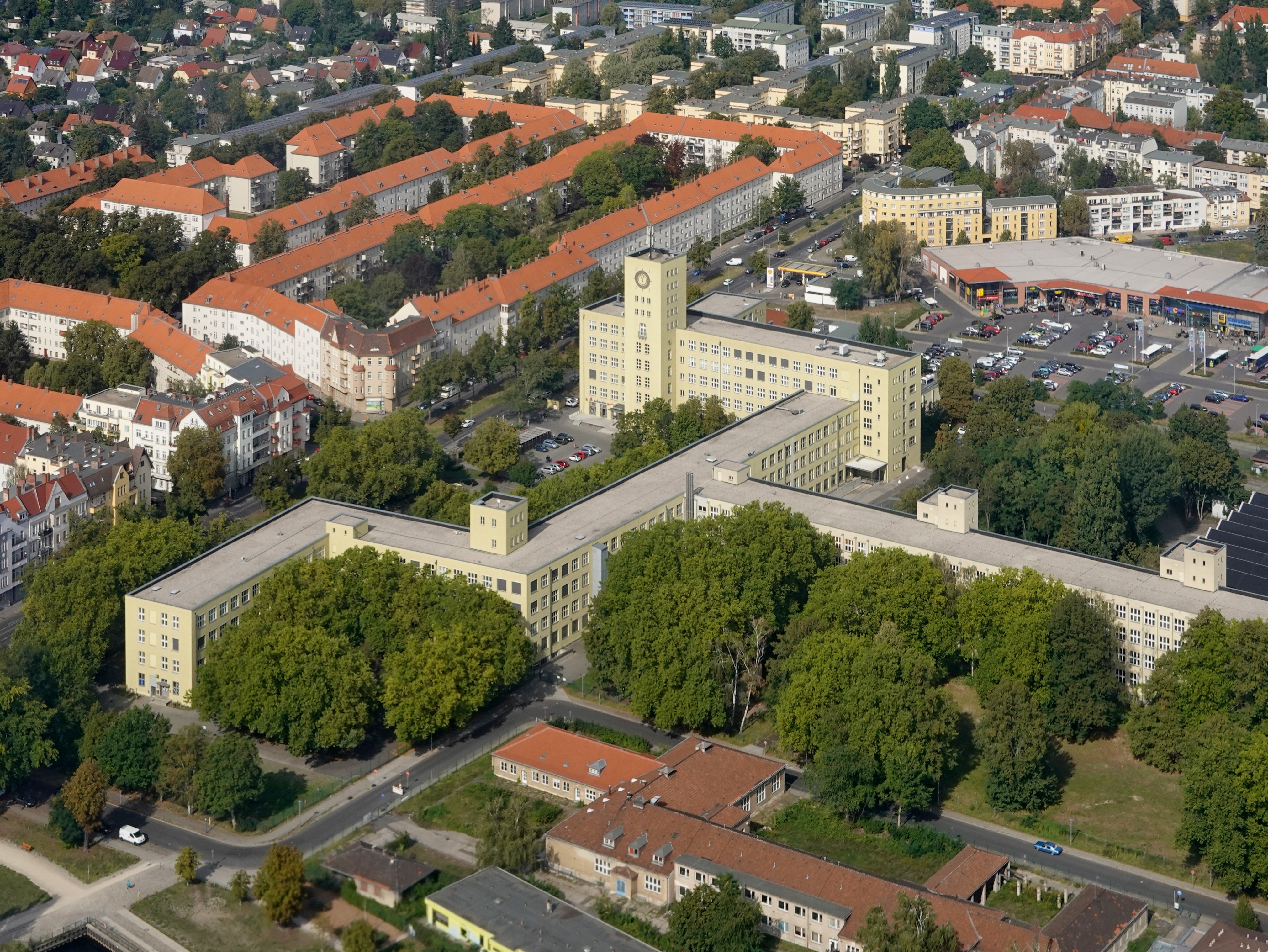
Ehemaliges Luftfahrtgerätewerk Hakenfelde von Siemens & Halske

An der Streitstraße liegen die von 1938 bis 1942 nach Plänen von Hans Hertlein errichteten Gebäude des ehemaligen Luftfahrtgerätewerks von Siemens & Halske (LGW Hakenfelde), das vor 2000 als Schule genutzt wurde. Heute beherbergen die Bauten des nach dem Lyriker Hans Carossa benannten Carossa-Quartiers u. a. zahlreiche Ladengeschäfte, Arztpraxen sowie das Schul- und das Sportamt des Bezirks Berlin-Spandau.
Im Südosten von Hakenfelde steht seit der Wende zum 20. Jahrhundert der Sonnenhof Kaiser Wilhelm II. Es ist ein evangelisches Kinderheim, dessen Gründung auf die Initiative des Pfarrers Alexander Spengler zurückgeht: Um die Not der Arbeiterkinder seiner Gemeinde zu lindern, gründete er 1894 den Verein für Kinderhort Spandau-Neustadt, der seine Arbeit zunächst im Kellergeschoss der Schulhäuser aufnahm. Nach Erwerb eines Grundstücks an der Neuendorfer Straße baute der Verein mit großer finanzieller Unterstützung Kaiser Wilhelms II. das Waisenhaus, das am 8. Oktober 1906 eingeweiht wurde und heute als evangelisches Kinderheim mit 51 Plätzen geführt wird. Die Betreuungsangebote der stationären Einrichtung reichen vom Heim als „zweitem Zuhause“ über familienergänzende Angebote bis zu Wohngemeinschaften und betreutem Einzelwohnen. Die Gruppen sind außer im Stammhaus an der Neuendorfer Straße noch in drei weiteren Gebäuden und auch in Einzelwohnungen untergebracht.
Eine Kuriosität ist, dass die Flussinsel Großer Wall der Verwaltung des Bezirksamtes Friedrichshain-Kreuzberg unterstellt ist.

## Kirchen

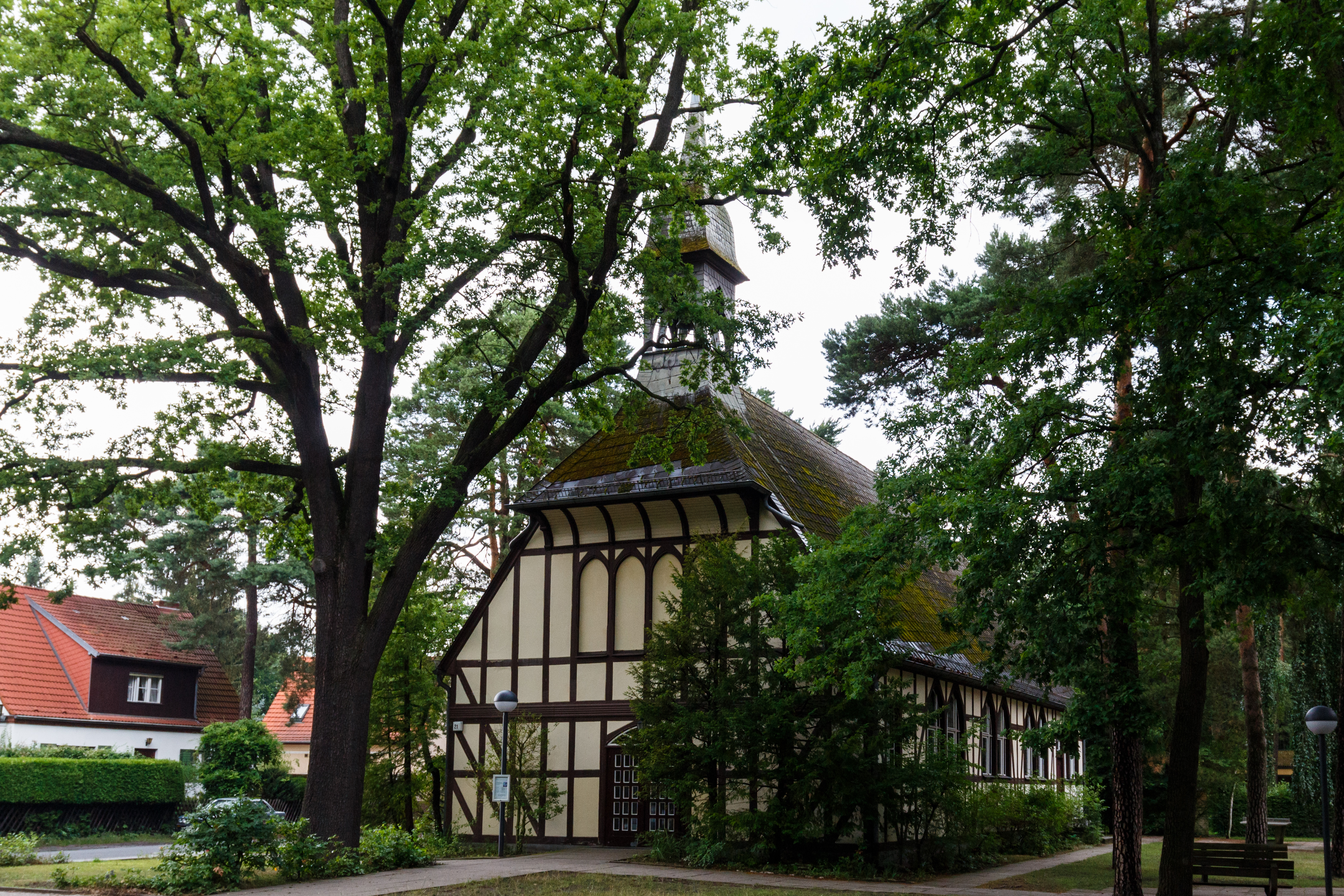
Wichernkirche

Die evangelische Wichernkirche als „wandernde Kirche“ (sie stand von 1897 bis 1906 in Charlottenburg-Westend und von 1908 bis 1932 in Siemensstadt) wurde in Hakenfelde am 23. Oktober 1932 eingeweiht. In ihrem Dachreiter hing eine Glocke mit einem Hakenkreuz-Symbol aus dieser Zeit. Nach wiederholten Diskussionen in der Gemeinde wurde die Glocke am 14. Dezember 2017 durch eine neue, spendenfinanzierte Glocke ersetzt. 
Mit dem Mitte der 1950er-Jahre gebauten und in der heutigen Form 1992 eingeweihten Gemeindezentrum Radeland am Schwanter Weg hat die Wichern-Radelandgemeinde (seit 2004 fusioniert) zwei Standorte in Hakenfelde. Die Südostspitze Hakenfeldes (Havelschanze bis Schultheiß-Quartier) gehört zur evangelischen Lutherkirchengemeinde, die wie die Wichern-Radelandgemeinde dem Kirchenkreis Spandau im Sprengel Berlin der Evangelischen Kirche Berlin-Brandenburg-schlesische Oberlausitz zugeordnet ist. Beide Gemeinden fusionierten am 1. Januar 2025 zur „Evangelischen Kirchengemeinde im Norden Spandaus“. Das wurde mit einem Vereinigungsfest am 12. Januar 2025 gefeiert.
Das römisch-katholische Gemeindezentrum St. Lambertus an der Cautiusstraße wurde am 31. August 1975 als Pfarrkirche der Pfarrei St. Lambertus geweiht. Zusammen mit der 1928 im Fichtenweg errichteten St.-Elisabeth-Kapelle im heutigen St. Elisabeth Seniorenheim besitzen die Gläubigen in Hakenfelde zwei Gottesdienststätten. Sie gehörten seit 2003 durch Fusion zur Spandauer Pfarrgemeinde Maria, Hilfe der Christen des Erzbistums Berlin, aus der die Pfarrgemeinde St. Lambertus 1975 hervorgegangen war. Heute gehört Hakenfelde zur „Pfarrei Heilige Familie – Spandau-Havelland“, die am 1. Januar 2023 durch Fusion mehreren Pfarrgemeinden entstand.
Die Heilig-Geist-Kapelle der Selbständigen Evangelisch-Lutherischen Kirche (SELK) an der Schönwalder Allee war ursprünglich eine Stadtvilla und wurde 1958 als Gottesdienststätte mit Gemeindesaal und Pfarrwohnung eingeweiht. Bis 2010 war das Haus zugleich Sitz des Superintendenten des Kirchenbezirks Berlin-Brandenburg der SELK.

## Verkehr

Straßenbahnzug der Linie 75 nach Savignyplatz in der Wendeschleife Hakenfelde, 1962

Hakenfelde war seit 1904 mit der Straßenbahn zu erreichen. Die Linie H der Spandauer Straßenbahn wurde in diesem Jahr bis zur Niederneuendorfer Allee in Höhe des späteren Eschenwegs verlängert und verband Hakenfelde über die Streitstraße mit dem Spandauer Bahnhof (an der Stelle des heutigen Bahnhofs Stresow), ab etwa 1924 verkehrte sie als Linie 54 bzw. 75 über Ruhleben sogar bis zum Kupfergraben in Berlin-Mitte. Seit 1962 führte die Linie 55 von Hakenfelde bis zum Bahnhof Zoologischer Garten. Auf dieser Linie fuhr am 2. Oktober 1967 die letzte Straßenbahn in West-Berlin; sie wurde durch die Buslinie 97 (heute M 45) ersetzt.
Von 1923 bis 1945 bestand ferner über die Schönwalder Straße und dann weiter über die Gleise der Bötzowbahn die Spandau-West–Hennigsdorfer Kleinbahn („Elektrische Nr. 120“) mit Halt am Stadtpark (heute: Cautiusstraße), am Bahnhof Johannesstift und an der Wichernstraße zur Anbindung der Waldsiedlung. Von der Bötzowbahn zweigte am Johannesstift ein Industriegleis ab, das entlang der Wichernstraße zur Niederneuendorfer Allee führte und über das die Hakenfelder Industriebetriebe mit Güterzügen bedient wurden; über ein weiteres Anschlussgleis weiter nördlich wurde das Kraftwerk Oberhavel erreicht.
Hakenfelde ist über mehrere Buslinien an den zentralen Bahnhof Spandau (Haltestelle: S+U Rathaus Spandau) angebunden, von wo aus Anschlüsse in die City West, zum Regional- und zum Fernverkehr (einschließlich ICE-Halt) bestehen. Ebenfalls enden dort die S-Bahn-Linien S3, S9 und die U-Bahn-Linie U7. Die Buslinie M45 führt vom Johannesstift über die Schönwalder Allee und die Haltestelle Rathaus Spandau zum Bahnhof Zoo, die Linie 136 fährt vom Rathaus Spandau über die Niederneuendorfer Allee zum Aalemannufer bzw. Tongaweg. Die Linie X36 fährt vom Rathaus Spandau über Hakenfelde nach Hennigsdorf und die Linie M36 vom Omnibushof in der Wilhelmstadt über die Heerstraße und Rathaus Spandau durch die Wasserstadt Oberhavel nach Haselhorst. Die Buslinie 139 verläuft von der Hakenfelder Werderstraße über Siemensstadt zum U-Bahnhof Paulsternstraße bzw. weiter via S-Bahnhof Westend bis zur Schlosspark-Klinik in Charlottenburg, die Linie 671 führt über die Schönwalder Straße und Schönwalde ins brandenburgische Paaren im Glien.
Als Hauptverkehrsstraßen durch Hakenfelde führen vom Falkenseer Platz die Schönwalder Straße und Schönwalder Allee nach Schönwalde-Glien sowie die Neuendorfer Straße / Streitstraße / Niederneuendorfer Allee nach Hennigsdorf.
Eine Autofähre pendelt am Aalemannufer zwischen Hakenfelde und Tegelort über die Havel. Eine Personenfähre, die die Anlegestellen Hakenfelde und Havelspitze mit Tegelort, den Inseln Valentinswerder und Maienwerder sowie Saatwinkel verbindet, verkehrt seit 2011 nur noch am Wochenende.

## Schulen
In Hakenfelde gibt es vier Grundschulen:
- Schule am Eichenwald, Gaismannshofer Weg
- Carl-Schurz-Schule, Hakenfelder Straße
- Evangelische Schule Spandau, Schönwalder Allee 26, Haus 27 (Grundschule und integrierte Sekundarschule im Johannesstift)
- Havel-Grundschule an der Goltzstraße 25 (inklusive Schwerpunktschule, seit Schuljahr 2023/24)

Außerdem bestehen folgende weitere Schulen:
- Heinrich-Böll-Oberschule Berlin, Am Forstacker (integrierte Sekundarschule mit Gymnasialer Oberstufe)
- August-Hermann-Francke-Schule, Schönwalder Allee 26, Haus 44 (Schule mit den Förderschwerpunkten geistige und körperliche-motorische Entwicklung im Johannesstift)

## Persönlichkeiten des Ortsteils
- Alfons Loewe (1868–1938), Rechtsanwalt, Opfer des Nationalsozialismus, lebte in Hakenfelde
- Ernst Pepping (1901–1981), Komponist, Dozent an der Kirchenmusikschule im Johannesstift, lebte in Hakenfelde
- Gerhard Schwarz (1902–1995), Kirchenmusiker, Gründer der Kirchenmusikschule im Johannesstift
- Gottfried Grote (1903–1976), Kirchenmusiker, Direktor der Kirchenmusikschule im Johannesstift
- Martin Behrmann (1930–2014), Chorleiter, Direktor der Kirchenmusikschule im Johannesstift
- Hanns-Martin Schneidt (1930–2018), Chorleiter, Direktor der Kirchenmusikschule im Johannesstift
- Heinz Werner Zimmermann (1930–2022), Komponist, Direktor der Kirchenmusikschule im Johannesstift
- Ralph Caspers (* 1972), Fernsehmoderator, Autor, Drehbuchautor und Schauspieler, lebte in Hakenfelde
- Kai Wegner (* 1972), Regierender Bürgermeister von Berlin, in Hakenfelde aufgewachsen und zur Schule gegangen[16]
- Sascha Grammel (* 1974), Komiker, Puppenspieler und Bauchredner, in Hakenfelde aufgewachsen[17]